# Drewniczka drobnopora
Drewniczka drobnopora (Xylodon flaviporus (Berk. & M.A. Curtis ex Cooke) Riebesehl & Langer) – gatunek grzybów z rzędu szczeciniakowców (Hymenochaetaceae).

## Systematyka i nazewnictwo
Pozycja w klasyfikacji według Index Fungorum: Xylodon, Schizoporaceae, Hymenochaetales, Agaricomycetidae, Agaricomycetes, Agaricomycotina, Basidiomycota, Fungi.
Takson ten w 1886 r. opisali Miles Joseph Berkeley, Moses Ashley Curtis i Mordecai Cubitt Cooke nadając mu nazwę Poria flavipora. Później zaliczany był do różnych rodzajów. Obecną, uznaną przez Index Fungorum nazwę nadali mu J. Riebesehl i E. Langer w 2017 r.
Ma 24 synonimy. Niektóre z nich:
- Fibuloporia phellinoides (Pilát) Bondartsev & Singer 1941
- Hyphodontia flavipora (Berk. & M.A. Curtis ex Cooke) Sheng H. Wu 2000
- Kneiffiella flavipora (Berk. & M.A. Curtis ex Cooke) Zmitr. & Malysheva 2008
- Schizopora carneolutea (Rodway & Cleland) Kotl. & Pouzar 1979
- Schizopora flavipora (Berk. & M.A. Curtis ex Cooke) Ryvarden 1985[2].

Barbara Gumińska i Władysław Wojewoda w 1983 r. nadali mu polską nazwę drewniczka drobnopora, W. Wojewoda w 1971 r. zmienił ją na drewniczek czyreniowy, a w 2003 r. na strzępkoząb żółtopory. Gatunek ten w tym czasie zaliczany był do rodzaju Schizopora, czyli drewniczka, lub Hyphodontia, czyli strzępkoząb. Po przeniesieniu go do rodzaju Xylodon wszystkie nazwy polskie stały się niespójne z nazwą naukową.

## Morfologia
Owocnik
Rozpostarty lub rozpostarto-odgięty o długości do 20 cm, wyjątkowo do 40. Powierzchnia brudnobiała, żółta do pomarańczowo-ochrowej, często różowa. Brzeg biały i odstający, na brzegach może również tworzyć struktury przypominające kapelusze. Miąższ w kolorze drewna od białawego do jasnego, elastyczny do twardego. Hymenofor rurkowaty. Rurki brudno białawe do kremowożółtych lub kremowo-szare, w starych owocnikach ochrowożółte, również zielonkawe. Pory kanciaste lub labiryntowate, często zarośnięte przez glony.
Cechy mikroskopowe
Zarodniki 3,3–4,6 × 2,4–3,4 µm, szkliste, elipsoidalne, nieamyloidalne, gładkie. Strzępki bardzo cienkie i grubościenne ze sprzążkami. W cystydiolach strzępki z pogrubioną główką.

## Występowanie i siedlisko
Występuje na wszystkich kontynentach poza Antarktydą, a także na wielu wyspach. W. Wojewoda w 2003 r. przytacza 2 jego stanowiska na terenie Polski: w Puszczy Niepołomickiej i w Puszczy Białowieskiej wraz z uwagą, że jego rozprzestrzenienie w Polsce i stopień zagrożenia nie są znane. Większą liczbę stanowisk i bardziej aktualnych podaje internetowy atlas grzybów. Zaliczony w nim jest do gatunków zagrożonych i wartych objęcia ochroną.
Grzyb nadrzewny, saprotrof. Występuje w lasach na martwym drewnie drzew liściastych.